# Editorial Garga
Garga fue una editorial de historietas española, ubicada en Valencia, fundada por la familia García Gago en 1951, siendo su nombre precisamente un  acrónimo de estos dos apellidos. Puede considerarse un precedente de la Editorial Maga.

## Trayectoria
Desde finales de los años cincuenta, Manuel Gago producía simultáneamente cuatro exitosas series para Editorial Valenciana (El Guerrero del Antifaz, El Pequeño Luchador, El hombre de piedra y El Espadachín Enmascarado), pero abrigaba también la idea de abanderar un proyecto editorial independiente, dada la escasa renumeración que recibía por sus creaciones. En 1950, él y sus hermanos Pablo y Luis consiguieron de su padre y otro socio el capital necesario para fundar su primera editorial, a la que denominaron "Garga". Sin dejar de trabajar para Valenciana, Manuel Gago sacó tiempo para dibujar los siguientes cuadernos de aventuras, ordenados según su fecha de aparición:
| Título                 | Año  | Guionista           | Dibujante   | Números | Formato                        | Tamaño | Nº páginas | Precio facial | Género                       |
| ---------------------- | ---- | ------------------- | ----------- | ------- | ------------------------------ | ------ | ---------- | ------------- | ---------------------------- |
| El Libertador          | 1950 | Manuel Gago         | Manuel Gago | 20      | Cuaderno de aventuras apaisado | 17x24  |            | 1'25 pesetas  | Histórico, variante "peplum" |
| El Misterioso X        | 1950 | Manuel y Pablo Gago | Manuel Gago | 31      | Cuaderno de aventuras vertical | 24x17  |            | 1'25 pesetas  | Policíaco                    |
| El Hijo de las Galeras | 1950 | Pablo Gago          | Manuel Gago | 16      | Cuaderno de aventuras vertical | 24x17  | 14         | 1'50 pesetas  | Histórico, variante piratas  |
| El Rey del Oeste       | 1950 | Pablo Gago          | Manuel Gago | 17      | Cuaderno de aventuras vertical | 24x17  |            | 1'25 pesetas  | Western                      |

La editorial cerró prematuramente ese mismo año, dejando sin publicar otra colección de los hermanos Gago, la de El Pistolero Justiciero, que no vería la luz hasta un año después, por parte de la Editorial Maga. La causas de este cierre no están del todo claros, citándose las siguientes:
- El menor potencial de estos nuevos personajes de Manuel Gago frente a los que había creado anteriormente para Valenciana.[1]
- La falta de apoyo por parte de las distribuidoras.[11]
- El escaso capital inicial, que exigía que el primer título hubiera sido un éxito para poder afrontar los siguientes.[11]
- El posible abandono del socio capitalista.[1]

También es posible, como explica el investigador Paco Baena, que el cierre no fuera resultado del fracaso económico, sino de la decisión de la familia Gago de crear una empresa controlada exclusivamente por ellos. Lo cierto, es que casi inmediatamente, Manuel Gago fundó con su padre la Editorial Maga, que se convertiría en una de las más importantes de su mercado.